# Royal Unibrew
Royal Unibrew est un groupe brassicole fondé en 1989 et situé à Faxe, au Danemark.

## Histoire
L'entreprise est créée en 1989, sous le nom Bryggerigruppen, par la fusion de trois brasseries danoises : la brasserie Faxe, la brasserie Ceres et la brasserie Thor. Une quatrième, la brasserie Albani, les rejoint à son tour en 2000. En 2005, le groupe change de nom pour Royal Unibrew.
En 2018, les Établissements Geyer Frères, produisant entre autres la limonade Lorina, passent sous le contrôle de Royal Unibrew, et deviennent sa filiale française. 